# Souvrství Cañadón Asfalto

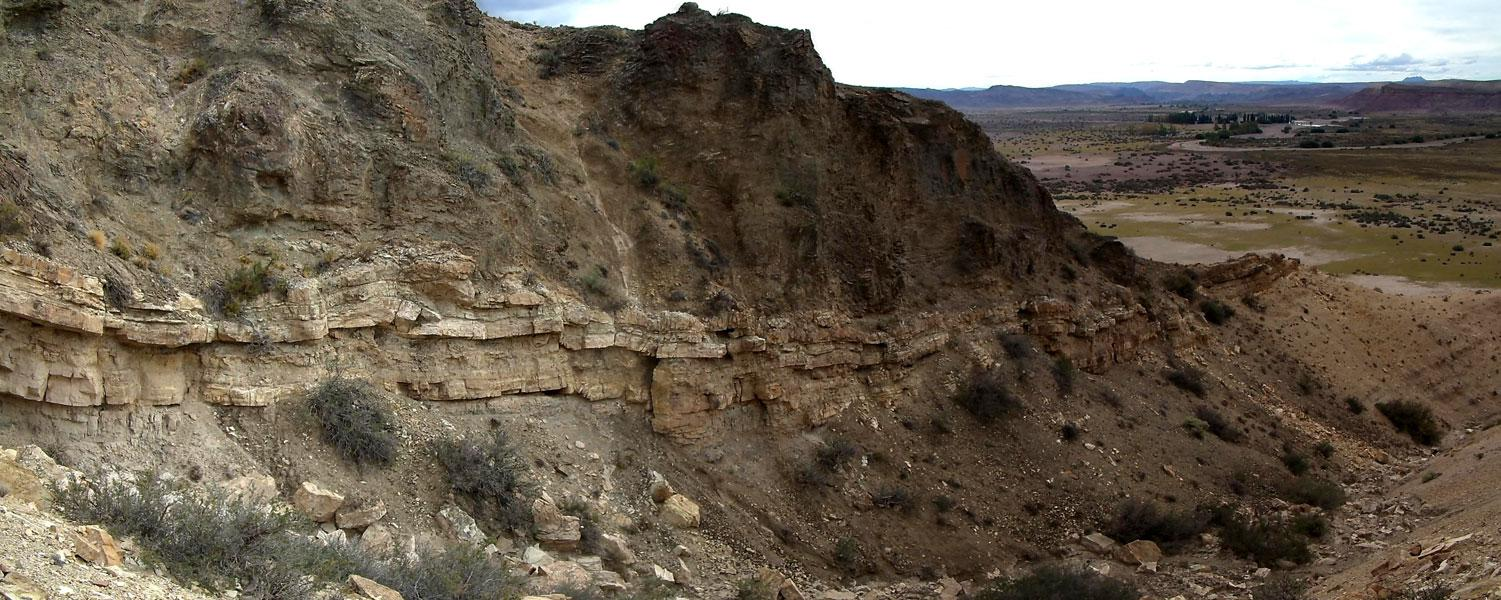
Výchozy geologického souvrství Cañadón Asfalto.

Souvrství Cañadón Asfalto je geologickou formací z období střední až pozdní jury (stáří 171 až 158 milionů let), jehož sedimentární výchozy se nacházejí na území argentinské provincie Chubut.

## Charakteristika
Převládajícím typem horniny v tomto souvrství je pískovec, vápenec, jílovitá břidlice, slepenec a tuf. Stářím spadá toto souvrství do geologických věků aalen až oxford, konkrétní stáří pak činí asi 171 až 158 milionů let. Kromě fosilií dinosaurů zde byly objeveny také zkameněliny obojživelníků, nedinosauřích plazů, vývojově primitivních savců i rostlin.
Nové výzkumy anatomie sauropoda druhu Bagualia alba dokládají, že právě v období rané jury dochází k velké transformaci ve vývoji sauropodomorfů a dominantními býložravci se v této době stávají obří dlouhokrké formy eusauropodů s tělesnou hmotností nad 10 tun.

## Objevené druhy dinosaurů

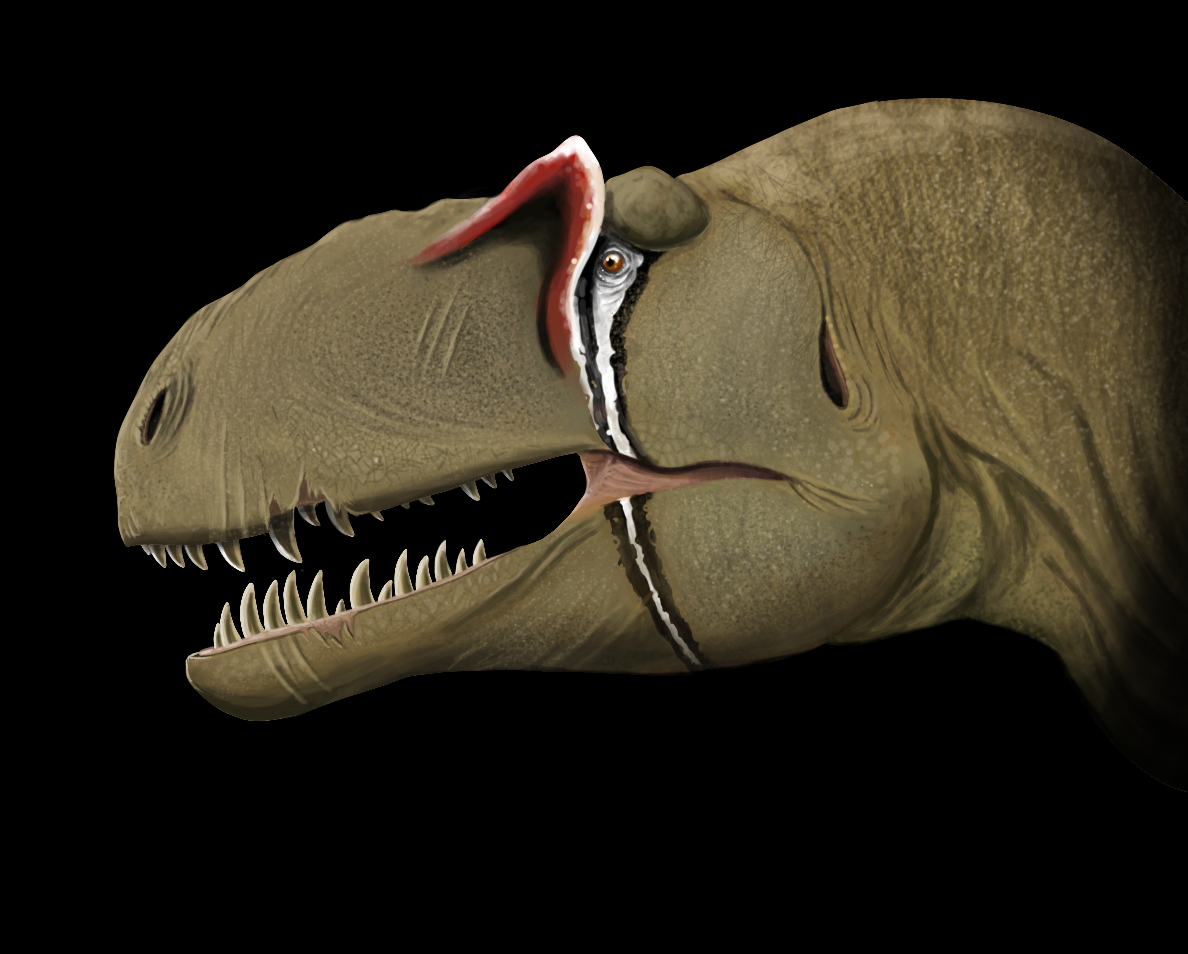
Asfaltovenator vialidadi - rekonstrukce hlavy.

- Asfaltovenator vialidadi - alosauroidní teropod[5]

- Bagualia alba - bazální eusauropod

- Condorraptor currumili - teropod z čeledi Piatnitzkysauridae

- Eoabelisaurus mefi - vývojově primitivní abelisaurid

- Manidens condorensis - heterodontosaurid[6]

- Patagosaurus fariasi - bazální eusauropod[7]

- Piatnitzkysaurus floresi - teropod z čeledi Piatnitzkysauridae[8]

- Volkheimeria chubutensis - bazální eusauropod